# Sympistis bicycla
Sympistis bicycla là một loài bướm đêm trong họ Noctuidae.